# ATP Challenger Pilsen
Der ATP Challenger Pilsen (offiziell: Pilzen Challenger) war ein Tennisturnier, das zwischen 1994 und 1997 in Pilsen, Tschechien, stattfand. Es gehörte zur ATP Challenger Tour und wurde im Freien auf Sand gespielt.

## Liste der Sieger

### Einzel
| Jahr | Sieger              | Finalgegner       | Ergebnis      |
| ---- | ------------------- | ----------------- | ------------- |
| 1997 | Vincenzo Santopadre | Michal Tabara     | 6:3, 5:7, 6:3 |
| 1996 | Dominik Hrbatý      | Sergio Cortés     | 6:3, 6:2      |
| 1995 | David Rikl          | Younes El Aynaoui | 7:5, 6:3      |
| 1994 | Radomír Vašek       | Bohdan Ulihrach   | 2:6, 6:2, 6:2 |

### Doppel
| Jahr | Sieger                                   | Finalgegner                  | Ergebnis   |
| ---- | ---------------------------------------- | ---------------------------- | ---------- |
| 1997 | Petr Luxa (2) Borut Urh                  | Radek Štěpánek Radomír Vašek | 2:4 aufgg. |
| 1996 | Jan Kodeš Petr Luxa (1)                  | Michal Tabara Jiří Vaněk     | 6:3, 7:5   |
| 1995 | Emanuel Couto (2) João Cunha e Silva (2) | Pier Gauthier Guillaume Marx | 6:3, 6:4   |
| 1994 | Emanuel Couto (1) João Cunha e Silva (1) | Brett Dickinson Glenn Wilson | 6:4, 6:3   |